# Simona Staicu
Simona Juhász-Staicu, née Staicu le 5 mai 1971 à Băilești est une coureuse de fond hongroise d'origine roumaine. Elle a remporté vingt-huit titres de championne de Hongrie en athlétisme dans des disciplines allant du 1 500 mètres au 50 kilomètres. Elle a également remporté le Two Oceans Marathon en 2003 et trois fois le marathon de la Jungfrau.

## Biographie
Impressionnée par les exploits de Nadia Comăneci durant son enfance, Simona souhaite également pratiquer la gymnastique artistique. Néanmoins, à huit ans, elle est déjà trop vieille pour débuter ce sport. Elle découvre ensuite Maricica Puică qui devient sa nouvelle idole et lui donne l'envie de pratiquer l'athlétisme. Elle commence ce sport à l'âge de dix et se spécialise en demi-fond sur 1 500 mètres et en fond sur 3 000 mètres. Elle décroche son premier grand succès en 1987 en décrochant la médaille d'argent sur 1 500 mètres aux championnats d'Europe juniors d'athlétisme à Birmingham. Elle poursuit sa bonne progression et remporte le titre de championne du monde junior sur 3 000 mètres à Plovdiv.
Simona s'essaie ensuite aux courses sur route avec une équipe hongroise entraînée par László Tóth. Elle décroche rapidement des podiums. En 1993, elle termine deuxième du 20 van Alphen, puis de la course de Chiètres.
En 1995, elle décide de déménager en Hongrie, malgré le fait qu'elle ne parle pas la langue qu'elle apprend sur le tas. Cette même année, elle fait ses débuts en marathon avec succès en s'imposant d'emblée au Westland Marathon, avec un record du parcours à la clé en 2 h 33 min 55 s.
Simona obtient la nationalité hongroise en 2000 dans le but de représenter son nouveau pays aux Jeux olympiques d'été de 2000. Elle remporte son premier titre de championne de Hongrie en cross-country.
En 2001, elle aligne les titres nationaux sur presque toutes les distances. Elle s'impose sur 4 × 800 mètres, 1 500 mètres, 3 000 mètres, 5 000 mètres, 10 000 mètres et sur semi-marathon.
Le 1er décembre 2002, elle effectue une excellente course au marathon de Milan et décroche la troisième place en signant son record personnel en 2 h 29 min 59 s. Une semaine plus tard, elle participe aux championnats d'Europe de cross-country à Medulin et décroche la huitième place.
Le 19 avril 2003, Simona participe à son premier ultra-marathon, le Two Oceans Marathon. Peu habituée aux grandes distances, elle effectue la course en compagnie de la Russe Natalia Volgina, vainqueur des deux précédentes éditions. Simona parvient à prendre l'avantage en fin de course et s'impose avec plus de trois minutes d'avance. Elle prend part au marathon des championnats du monde d'athlétisme à Paris et obtient la 32e place en 2 h 34 min 51 s.
Elle est sélectionnée pour le Marathon féminin des Jeux olympiques d'été de 2004 à Athènes. Elle termine meilleure Hongroise à la 45e place en 2 h 48 min 57 s,. Le 3 octobre, elle prend le départ du marathon de Budapest. Encore peu remise de son marathon olympique et épuisée par ses études, elle effectue une course dans la douleur mais seule en tête. Elle remporte la victoire en 2 h 38 min 17 s, battant le record du parcours précédemment détenu par Ida Kovács d'une seconde. La course comptant comme championnats de Hongrie de marathon, Simona remporte le titre.
Afin de continuer à courir compétitivement et pour varier son expérience, elle se met à la course en montagne en 2006. Le 9 septembre, elle prend le départ du marathon de la Jungfrau. D'abord menée par l'Éthiopienne Tsige Worku, elle prend l'avantage lorsque cette dernière lâche du terrain sur la montée. Elle s'impose avec dix minutes d'avance sur l'Anglaise Lizzy Hawker. En novembre, elle participe à la course de montagne du Ranch Obudu au Nigeria. Au coude-à-coude avec l'Éthiopienne Rehima Kedir, elle voit cette dernière prendre l'avantage à deux kilomètres de la fin et termine sur la deuxième marche du podium.
Elle songe à se mettre à la retraite à la fin de l'année 2014 mais une troisième place à la course de la Saint-Sylvestre de Dombóvár l'encourage à continuer.
Elle s'investit davantage dans l'ultra-marathon et se spécialise sur la distance du 50 kilomètres. En 2015, elle remporte son premier titre de championne de Hongrie de 50 kilomètres à Velence, battant sa plus proche rivale Viktória Makai de près d'une demi-heure. Elle remporte ensuite la première de ses trois victoires lors de la classique Pistoia-Abetone, en établissant un nouveau record du parcours en 3 h 58 min 20 s.

## Palmarès

### Piste
| Année | Compétition                                   | Lieu        | Place | Épreuve  | Temps          |
| ----- | --------------------------------------------- | ----------- | ----- | -------- | -------------- |
| 1987  | Championnats d'Europe juniors d'athlétisme    | Birmingham  | 2e    | 1 500 m  | 4 min 16 s 69  |
| 1990  | Championnats du monde juniors d'athlétisme    | Plovdiv     | 1re   | 3 000 m  | 9 min 9 s 57   |
| 2001  | Championnats de Hongrie d'athlétisme en salle | Budapest    | 1re   | 1 500 m  | 4 min 24 s 72  |
| 2001  | Championnats de Hongrie d'athlétisme en salle | Budapest    | 1re   | 3 000 m  | 9 min 29 s 86  |
| 2001  | Championnats de Hongrie de 10 000 m           | Szombathely | 1re   | 10 000 m | 32 min 36 s 88 |
| 2001  | Championnats de Hongrie d'athlétisme          | Nyíregyháza | 1re   | 5 000 m  | 15 min 54 s 68 |
| 2003  | Championnats de Hongrie de 10 000 m           | Pécs        | 1re   | 10 000 m | 33 min 8 s 70  |
| 2006  | Championnats de Hongrie d'athlétisme          | Debrecen    | 1re   | 5 000 m  | 16 min 46 s 32 |
| 2007  | Championnats de Hongrie d'athlétisme en salle | Budapest    | 1re   | 1 500 m  | 4 min 27 s 2   |
| 2007  | Championnats de Hongrie de 10 000 m           | Pécs        | 1re   | 10 000 m | 34 min 8 s 49  |

### Route
| Année | Compétition                               | Lieu               | Place | Épreuve           | Temps           |
| ----- | ----------------------------------------- | ------------------ | ----- | ----------------- | --------------- |
| 1993  | 20 van Alphen                             | Alphen-sur-le-Rhin | 3e    | 15 kilomètres     | 51 min 25 s     |
| 1993  | Course de Chiètres                        | Chiètres           | 2e    | 15 kilomètres     | 55 min 46 s     |
| 1993  | Nacht von Borgholzhausen                  | Borgholzhausen     | 3e    | 10 miles          | 57 min 0 s      |
| 1994  | 20 van Alphen                             | Alphen-sur-le-Rhin | 2e    | 15 kilomètres     | 51 min 27 s     |
| 1994  | Course de Chiètres                        | Chiètres           | 2e    | 15 kilomètres     | 53 min 33 s     |
| 1995  | Semi-marathon de Francfort                | Francfort          | 2e    | Semi-marathon     | 1 h 13 min 36 s |
| 1995  | 20 van Alphen                             | Alphen-sur-le-Rhin | 2e    | 15 kilomètres     | 50 min 21 s     |
| 1995  | City-Pier-City Loop                       | La Haye            | 1re   | Semi-marathon     | 1 h 10 min 58 s |
| 1995  | Westland Marathon                         | Naaldwijk          | 1re   | Marathon          | 2 h 33 min 55 s |
| 1995  | Course urbaine de Darmstadt               | Darmstadt          | 2e    | Course populaire  | 16 min 16 s     |
| 1995  | Marathon de Reims                         | Reims              | 6e    | Marathon          | 2 h 34 min 33 s |
| 1995  | Zevenheuvelenloop                         | Nimègue            | 2e    | 15 kilomètres     | 51 min 19 s     |
| 1996  | City-Pier-City Loop                       | La Haye            | 3e    | Semi-marathon     | 1 h 12 min 42 s |
| 1996  | Westland Marathon                         | Naaldwijk          | 2e    | Marathon          | 2 h 39 min 9 s  |
| 1996  | Semi-marathon de Budapest                 | Budapest           | 1re   | Semi-marathon     | 1 h 11 min 11 s |
| 1996  | Marathon d'Eindhoven                      | Eindhoven          | 1re   | Marathon          | 2 h 37 min 47 s |
| 1997  | City-Pier-City Loop                       | La Haye            | 2e    | Semi-marathon     | 1 h 10 min 17 s |
| 1997  | Göteborgsvarvet                           | Göteborg           | 2e    | Semi-marathon     | 1 h 10 min 35 s |
| 1997  | Nacht von Borgholzhausen                  | Borgholzhausen     | 2e    | 10 miles          | 55 min 49 s     |
| 1997  | Marathon de Berlin                        | Berlin             | 7e    | Marathon          | 2 h 31 min 12 s |
| 1997  | Sanyo Women's Half Marathon               | Okayama            | 2e    | Semi-marathon     | 1 h 12 min 4 s  |
| 1998  | Marathon de Paris                         | Paris              | 4e    | Marathon          | 2 h 30 min 52 s |
| 1998  | Göteborgsvarvet                           | Göteborg           | 4e    | Semi-marathon     | 1 h 13 min 56 s |
| 1998  | Zevenheuvelenloop                         | Nimègue            | 2e    | 15 kilomètres     | 50 min 18 s     |
| 1998  | Semi-marathon de Wachau                   | Krems an der Donau | 1re   | Semi-marathon     | 1 h 12 min 59 s |
| 1998  | Marathon d'Eindhoven                      | Eindhoven          | 1re   | Marathon          | 2 h 36 min 5 s  |
| 1999  | Semi-marathon de Francfort                | Francfort          | 2e    | Semi-marathon     | 1 h 13 min 53 s |
| 1999  | Marathon de Paris                         | Paris              | 6e    | Marathon          | 2 h 31 min 45 s |
| 1999  | Göteborgsvarvet                           | Göteborg           | 3e    | Semi-marathon     | 1 h 14 min 26 s |
| 1999  | Course urbaine de Darmstadt               | Darmstadt          | 2e    | Course populaire  | 15 min 22 s     |
| 1999  | Semi-marathon d'Altötting                 | Altötting          | 2e    | Semi-marathon     | 1 h 13 min 12 s |
| 1999  | Semi-marathon de Wachau                   | Krems an der Donau | 1re   | Semi-marathon     | 1 h 13 min 33 s |
| 1999  | Marathon de Cologne                       | Cologne            | 3e    | Marathon          | 2 h 41 min 9 s  |
| 2000  | Marathon de Houston                       | Houston            | 9e    | Marathon          | 2 h 44 min 51 s |
| 2000  | City-Pier-City Loop                       | La Haye            | 2e    | Semi-marathon     | 1 h 10 min 11 s |
| 2000  | Course urbaine de Darmstadt               | Darmstadt          | 2e    | Course populaire  | 15 min 26 s     |
| 2000  | Semi-marathon d'Altötting                 | Altötting          | 2e    | Semi-marathon     | 1 h 13 min 25 s |
| 2000  | Championnats d'Europe de cross-country    | Malmö              | 16e   | Cross-country     | 17 min 3 s      |
| 2001  | Championnats de Hongrie de semi-marathon  | Nyíregyháza        | 1re   | Semi-marathon     | 1 h 8 min 36 s  |
| 2001  | Course féminine suisse                    | Berne              | 2e    | 5 kilomètres      | 15 min 34 s     |
| 2001  | Course urbaine de Darmstadt               | Darmstadt          | 2e    | Course populaire  | 15 min 17 s     |
| 2001  | Semi-marathon d'Altötting                 | Altötting          | 2e    | Semi-marathon     | 1 h 14 min 32 s |
| 2001  | Semi-marathon de Wachau                   | Krems an der Donau | 1re   | Semi-marathon     | 1 h 14 min 25 s |
| 2001  | Championnats du monde de semi-marathon    | Bristol            | 27e   | Semi-marathon     | 1 h 12 min 11 s |
| 2002  | Eurocross                                 | Diekirch           | 3e    | Cross-country     | 16 min 24 s     |
| 2002  | Course urbaine de Darmstadt               | Darmstadt          | 2e    | Course populaire  | 15 min 49 s     |
| 2002  | Semi-marathon d'Altötting                 | Altötting          | 3e    | Semi-marathon     | 1 h 13 min 7 s  |
| 2002  | Semi-marathon de Wachau                   | Krems an der Donau | 2e    | Semi-marathon     | 1 h 11 min 3 s  |
| 2002  | Fox Cities Marathon                       | Appleton           | 1re   | Marathon          | 2 h 38 min 18 s |
| 2002  | Marathon de Milan                         | Milan              | 3e    | Marathon          | 2 h 29 min 59 s |
| 2002  | Championnats d'Europe de cross-country    | Medulin            | 8e    | Cross-country     | 20 min 28 s     |
| 2003  | Maratona Città di Roma                    | Rome               | 2e    | Marathon          | 2 h 32 min 15 s |
| 2003  | Championnats de Hongrie de cross-country  | Nadap              | 1re   | Cross-country     | 20 min 47 s     |
| 2003  | Two Oceans Marathon                       | Le Cap             | 1re   | Ultra-marathon    | 3 h 37 min 32 s |
| 2003  | Comrades Marathon                         | Durban             | 10e   | Ultra-marathon    | 6 h 54 min 48 s |
| 2003  | Championnats du monde d'athlétisme        | Paris              | 32e   | Marathon          | 2 h 34 min 51 s |
| 2003  | Semi-marathon de Wachau                   | Krems an der Donau | 3e    | Semi-marathon     | 1 h 10 min 43 s |
| 2004  | 20 van Alphen                             | Alphen-sur-le-Rhin | 1re   | 20 kilomètres     | 1 h 7 min 51 s  |
| 2004  | City-Pier-City Loop                       | La Haye            | 2e    | Semi-marathon     | 1 h 13 min 58 s |
| 2004  | Jeux olympiques d'été                     | Athènes            | 45e   | Marathon          | 2 h 48 min 57 s |
| 2004  | Semi-marathon de Budapest                 | Budapest           | 2e    | Semi-marathon     | 1 h 14 min 6 s  |
| 2004  | Semi-marathon de Wachau                   | Krems an der Donau | 1re   | Semi-marathon     | 1 h 14 min 30 s |
| 2004  | Maratonina Città di Udine                 | Udine              | 3e    | Semi-marathon     | 1 h 12 min 49 s |
| 2004  | Marathon de Budapest                      | Budapest           | 1re   | Marathon          | 2 h 38 min 17 s |
| 2005  | Marathon de Bombay                        | Bombay             | 6e    | Marathon          | 2 h 42 min 10 s |
| 2006  | 20 van Alphen                             | Alphen-sur-le-Rhin | 2e    | 20 kilomètres     | 1 h 8 min 56 s  |
| 2006  | City-Pier-City Loop                       | La Haye            | 1re   | Semi-marathon     | 1 h 12 min 48 s |
| 2006  | Semi-marathon de Prague                   | Prague             | 3e    | Semi-marathon     | 1 h 13 min 24 s |
| 2006  | Two Oceans Marathon                       | Le Cap             | 3e    | Ultra-marathon    | 3 h 37 min 15 s |
| 2006  | Marathon de Johannesbourg                 | Johannesbourg      | 1re   | Marathon          | 2 h 38 min 58 s |
| 2006  | Semi-marathon de Budapest                 | Budapest           | 2e    | Semi-marathon     | 1 h 12 min 10 s |
| 2006  | Maratonina Città di Udine                 | Udine              | 3e    | Semi-marathon     | 1 h 14 min 2 s  |
| 2006  | Championnats du monde de course sur route | Debrecen           | 22e   | 20 kilomètres     | 1 h 8 min 17 s  |
| 2007  | 20 van Alphen                             | Alphen-sur-le-Rhin | 3e    | 20 kilomètres     | 1 h 9 min 4 s   |
| 2007  | Championnats de Hongrie de cross-country  | Nadap              | 1re   | Cross-country     | 20 min 41 s     |
| 2007  | Marathon de Johannesbourg                 | Johannesbourg      | 1re   | Marathon          | 2 h 38 min 34 s |
| 2007  | Semi-marathon de Budapest                 | Budapest           | 2e    | Semi-marathon     | 1 h 18 min 1 s  |
| 2010  | Semi-marathon de Budapest                 | Budapest           | 2e    | Semi-marathon     | 1 h 14 min 26 s |
| 2010  | Marathon de Budapest                      | Budapest           | 1re   | Marathon          | 2 h 37 min 50 s |
| 2010  | Marathon de Soweto                        | Soweto             | 2e    | Marathon          | 2 h 49 min 20 s |
| 2011  | Marathon de Plitvice                      | Plitvice           | 1re   | Marathon          | 2 h 52 min 31 s |
| 2013  | Tour de Tirol                             | Söll               | 1re   | Course par étapes | 6 h 5 min 0 s   |
| 2013  | Marathon de Budapest                      | Budapest           | 1re   | Marathon          | 2 h 42 min 26 s |
| 2014  | Tour de Tirol                             | Söll               | 2e    | Course par étapes | 6 h 54 min 47 s |
| 2014  | Marathon de Budapest                      | Budapest           | 1re   | Marathon          | 2 h 51 min 8 s  |
| 2015  | Championnats de Hongrie de 50 kilomètres  | Velence            | 1re   | 50 kilomètres     | 3 h 32 min 17 s |
| 2015  | Comrades Marathon                         | Durban             | 9e    | Ultra-marathon    | 7 h 1 min 14 s  |
| 2015  | Pistoia-Abetone                           | Abetone            | 1re   | 50 kilomètres     | 3 h 58 min 20 s |
| 2015  | Semi-marathon de Budapest                 | Budapest           | 3e    | Semi-marathon     | 1 h 18 min 45 s |
| 2015  | Marathon de Budapest                      | Budapest           | 2e    | Marathon          | 2 h 47 min 33 s |
| 2015  | Marathon de Florence                      | Florence           | 7e    | Marathon          | 2 h 41 min 36 s |
| 2015  | Marathon de Pise                          | Pise               | 2e    | Marathon          | 2 h 44 min 31 s |
| 2016  | Treviso Marathon                          | Conegliano         | 2e    | Marathon          | 2 h 43 min 6 s  |
| 2016  | Pistoia-Abetone                           | Abetone            | 1re   | 50 kilomètres     | 4 h 4 min 12 s  |
| 2016  | Semi-marathon de Budapest                 | Budapest           | 3e    | Semi-marathon     | 1 h 20 min 10 s |
| 2016  | Marathon de Budapest                      | Budapest           | 1re   | Marathon          | 2 h 50 min 30 s |
| 2016  | Championnats de Hongrie de 50 kilomètres  | Velence            | 1re   | 50 kilomètres     | 3 h 33 min 44 s |
| 2017  | Pistoia-Abetone                           | Abetone            | 1re   | 50 kilomètres     | 4 h 20 min 44 s |
| 2017  | Marathon de Budapest                      | Budapest           | 2e    | Marathon          | 2 h 51 min 42 s |
| 2018  | Championnats de Hongrie de 50 kilomètres  | Budakalász         | 1re   | 50 kilomètres     | 3 h 37 min 17 s |
| 2018  | Pistoia-Abetone                           | Abetone            | 2e    | 50 kilomètres     | 4 h 11 min 21 s |
| 2018  | Marathon de Budapest                      | Budapest           | 2e    | Marathon          | 2 h 53 min 6 s  |
| 2019  | Championnats de Hongrie de 50 kilomètres  | Budakalász         | 1re   | 50 kilomètres     | 3 h 37 min 32 s |

### Course en montagne
| no  | féminin            | Course                            | Longueur | Départ            | Temps           |
| --- | ------------------ | --------------------------------- | -------- | ----------------- | --------------- |
| 11e | Médaille d'or      | Marathon de la Jungfrau           | 42,2 km  | 9 septembre 2006  | 3 h 24 min 25 s |
|     | Médaille d'argent  | Course de montagne du Ranch Obudu | 11 km    | 25 novembre 2006  | 54 min 23 s     |
| 31e | Médaille d'or      | Marathon de la Jungfrau           | 42,2 km  | 6 septembre 2008  | 3 h 39 min 5 s  |
| 16e | Médaille d'or      | LGT Alpin Marathon                | 42,2 km  | 12 juin 2010      | 3 h 35 min 30 s |
| 25e | Médaille d'argent  | Marathon de Zermatt               | 42,2 km  | 10 juillet 2010   | 3 h 52 min 43 s |
| 36e | Médaille d'or      | Marathon de la Jungfrau           | 42,2 km  | 11 septembre 2010 | 3 h 33 min 45 s |
| 10e | Médaille d'or      | Kaisermarathon                    | 42,2 km  | 9 octobre 2010    | 3 h 41 min 17 s |
| 9e  | Médaille d'argent  | LGT Alpin Marathon                | 42,2 km  | 8 juin 2013       | 3 h 49 min 4 s  |
| 31e | Médaille d'argent  | Kaisermarathon                    | 42,2 km  | 5 octobre 2013    | 4 h 7 min 5 s   |
| 12e | Médaille d'argent  | Kaisermarathon                    | 42,2 km  | 4 octobre 2014    | 3 h 54 min 16 s |
| 18e | Médaille de bronze | Swiss Alpine Marathon K78         | 78 km    | 25 juillet 2015   | 7 h 48 min 3 s  |
| 17e | Médaille d'argent  | LGT Alpin Marathon                | 42,2 km  | 11 juin 2016      | 3 h 48 min 11 s |
| 14e | Médaille d'or      | Swiss Alpine Marathon S42         | 42 km    | 30 juillet 2016   | 4 h 13 min 37 s |
| 18e | Médaille d'argent  | LGT Alpin Marathon                | 42,2 km  | 10 juin 2017      | 3 h 47 min 43 s |
| 16e | Médaille de bronze | LGT Alpin Marathon                | 42,2 km  | 16 juin 2018      | 3 h 54 min 4 s  |

## Records
| Épreuve              | Épreuve              | Performance     | Date              | Lieu               |
| -------------------- | -------------------- | --------------- | ----------------- | ------------------ |
| 1 000 mètres         | Plein air            | 2 min 52 s 06   | 9 juin 1999       | Budapest           |
| 1 500 mètres         | Plein air            | 4 min 8 s 85    | 28 juin 1986      | Pitești            |
| 1 500 mètres         | En salle             | 4 min 23 s 00   | 13 février 1988   | Sofia              |
| Mile                 | Plein air            | 4 min 54 s 34   | 14 juin 1998      | Budapest           |
| 3 000 mètres         | Plein air            | 8 min 55 s 67   | 16 juin 2001      | Lisbonne           |
| 3 000 mètres         | En salle             | 9 min 29 s 86   | 25 février 2001   | Budapest           |
| 5 000 mètres         | 5 000 mètres         | 15 min 36 s 69  | 23 juin 2001      | Budapest           |
| 10 000 mètres        | 10 000 mètres        | 32 min 36 s 88  | 13 mai 2001       | Szombathely        |
| 3 000 mètres steeple | 3 000 mètres steeple | 10 min 25 s 86  | 12 juillet 2002   | Budapest           |
| 5 kilomètres         | 5 kilomètres         | 15 min 34 s     | 10 juin 2001      | Berne              |
| 10 kilomètres        | 10 kilomètres        | 32 min 27 s     | 14 octobre 2001   | Budapest           |
| 15 kilomètres        | 15 kilomètres        | 49 min 45 s     | 11 novembre 2001  | Nimègue            |
| 10 miles             | 10 miles             | 53 min 54 s     | 18 décembre 1994  | La Haye            |
| 20 kilomètres        | 20 kilomètres        | 1 h 7 min 49 s  | 12 mars 2000      | Alphen-sur-le-Rhin |
| Semi-marathon        | Semi-marathon        | 1 h 10 min 11 s | 25 mars 2000      | La Haye            |
| 25 kilomètres        | 25 kilomètres        | 1 h 32 min 16 s | 29 février 2004   | Harkány            |
| Marathon             | Marathon             | 2 h 29 min 59 s | 1er décembre 2002 | Milan              |
| 50 kilomètres        | 50 kilomètres        | 3 h 18 min 57 s | 23 avril 2011     | Le Cap             |